# استان کرکوک
استان کرکوک (به عربی: محافظة كركوك) (به کردی: پارێزگای کەرکووک) یکی از استان‌های کشور عراق واقع در شمال این کشور است.
مرکز این استان نیز شهر کرکوک است.

## تاریخچه
از سال ۱۹۷۶ تا میانه سال ۲۰۰۶ این استان به نام التأمیم (به عربی: محافظة التأميم) نامیده می‌شد که به معنی ملی است که به مالکیت ملی ذخایر غنی نفت و گاز آن اشاره دارد.
تا قبل از ۱۹۷۶ این منطقه استان کرکوک نامیده می‌شد و شامل مناطق بزرگتری بود که بعداً به استان‌های همسایه آن یعنی استان دیاله (کفری)، استان سلیمانیه (چمچمال) و استان صلاح‌الدین (دوزخورماتو) اضافه گردید.
بعد از سال ۲۰۰۶ تا کنون این استان به نام قبلی خود برگشت و هم‌اکنون به نام استان کرکوک شناخته می‌شود اما مرزهای آن بدون تغییر باقی‌ماند.

## مساحت و جمعیت
مساحت این استان ۹۶۷۹ کیلومتر مربع است و در سال ۲۰۰۳ جمعیت آن ۸۴۸٬۰۰۰ نفر بوده‌است.

## زبان‌های گفتاری
زبان‌های ترکمنی، کردی و عربی در بین مردم استان کرکوک رایج است. 
کردها و عرب های کرکوک اکثراً سنی مذهب هستند و ترکمان‌های کرکوک ترکیبی بین سنی و شیعه هستند.
| دین مردم استان کرکوک | دین مردم استان کرکوک | دین مردم استان کرکوک | دین مردم استان کرکوک | دین مردم استان کرکوک |
| -------------------- | -------------------- | -------------------- | -------------------- | -------------------- |
| قومیت                | قومیت                |                      | درصد                 | درصد                 |
| سنی                  | سنی                  |                      | ۸۴٪                  | ۸۴٪                  |
| شیعه                 | شیعه                 |                      | ۱۶٪                  | ۱۶٪                  |